# Raquel Welch
Jo Raquel Welch (født Jo Raquel Tejada 5. september 1940, død 15. februar 2023) var en amerikansk skuespiller. 
Hun fik sit gennembrud i 1966 med filmen Den fantastiske rejse, og fra Kæmpeøglernes kamp fra samme år (hvor hun kun havde tre linjer) blev plakaten af hende i en pelsbikini et stort hit og banede vejen for hende som internationalt sexsymbol. Efterfølgende havde hun hovedroller i film som Fanden er løs (1967), Bandolero (1968), 100 rifler (1969), Det forkerte køn (1970) og Hannie Caulder (1971).
Welch spillede ofte stærke kvinderoller og var derigennem med til at forandre formen for de traditionelle sexsymboler. Hun udviklede sin helt egen filmpersona, som gjorde hende til et ikon i 1960'erne og 1970'erne. Hun modtog en Golden Globe for bedste skuespillerinde - musical eller komedie for sin rolle i De tre musketerer (1973). Hun blev i flere tilfælde udpeget som en af de mest sexede stjerner i filmhistorien.

## Filmografi

### Film
| År   | Titel                                               | Originaltitel                          | Rolle                          | Noter                                                                             | Ref.  |
| ---- | --------------------------------------------------- | -------------------------------------- | ------------------------------ | --------------------------------------------------------------------------------- | ----- |
| 1964 | Bordelværtinden Polly                               | A House Is Not a Home                  | Pollys pige                    |                                                                                   | [ 3 ] |
| 1964 | Gøglerkongen                                        | Roustabout                             | collegepige                    | ikke krediteret                                                                   |       |
| 1965 | A Swingin' Summer                                   | A Swingin' Summer                      | Jeri                           |                                                                                   | [ 3 ] |
| 1965 | Do Not Disturb                                      | Do Not Disturb                         | kvinde i lobbyen               | ikke krediteret                                                                   |       |
| 1966 | Den fantastiske rejse                               | Fantastic Voyage                       | Cora Peterson                  | første film på kontrakt med 20th Century Fox                                      | [ 3 ] |
| 1966 | Spara forte, più forte... non capisco!              | Spara forte, più forte... non capisco! | Tania Montini                  | indspillet i Italien for Joseph E. Levine                                         | [ 3 ] |
| 1966 | Når kvinder jager                                   | Le fete                                | Elena                          | Segment: "Fata Elena"                                                             |       |
| 1966 | Kæmpeøglernes kamp                                  | One Million Years B.C.                 | Loana                          |                                                                                   | [ 3 ] |
| 1967 | Kvindens ældste erhverv                             | Le plus vieux métier du monde          | Nini                           | Segment: "La belle époque"                                                        | [ 3 ] |
| 1967 | Spionen der kom ned fra skyerne                     | Fathom                                 | Fathom Harvill                 |                                                                                   | [ 3 ] |
| 1967 | Fanden er løs                                       | Bedazzled                              | Lilian Lust                    |                                                                                   | [ 3 ] |
| 1968 | Nap dem i Napoli                                    | The Biggest Bundle of Them All         | Juliana                        |                                                                                   | [ 3 ] |
| 1968 | Bandolero                                           | Bandolero!                             | Maria Stoner                   |                                                                                   | [ 3 ] |
| 1968 | En pige i cement                                    | Lady in Cement                         | Kit Forrester                  |                                                                                   | [ 3 ] |
| 1969 | 100 rifler                                          | 100 Rifles                             | Sarita                         |                                                                                   | [ 3 ] |
| 1969 | Go-go morderen                                      | Flareup                                | Michele                        |                                                                                   | [ 3 ] |
| 1969 | Magic Christian - en beatle i Paradis               | The Magic Christian                    | piskens præstinde              |                                                                                   | [ 3 ] |
| 1970 | Det forkerte køn                                    | Myra Breckinridge                      | Myra Breckinridge              |                                                                                   | [ 3 ] |
| 1971 | The Beloved                                         | The Beloved                            | Elena                          |                                                                                   | [ 3 ] |
| 1971 | Hannie Caulder                                      | Hannie Caulder                         | Hannie Caulder                 |                                                                                   | [ 3 ] |
| 1972 | Distrikt 87 Boston City                             | Fuzz                                   | Det. Eileen McHenry            |                                                                                   | [ 3 ] |
| 1972 | Kansas City Bomber                                  | Kansas City Bomber                     | K.C. Carr                      |                                                                                   | [ 3 ] |
| 1972 | Blåskæg                                             | Bluebeard                              | Magdalena                      |                                                                                   | [ 3 ] |
| 1973 | Mordets puslespil                                   | The Last of Sheila                     | Alice Wood                     |                                                                                   | [ 3 ] |
| 1973 | De tre musketerer                                   | The Three Musketeers                   | Constance Bonacieux            | Golden Globe for bedste skuespillerinde - musical eller komedie                   | [ 3 ] |
| 1974 | De fire musketerers hævn                            | The Four Musketeers                    | Constance Bonacieux            |                                                                                   | [ 3 ] |
| 1975 | The Wild Party                                      | The Wild Party                         | Queenie                        |                                                                                   | [ 3 ] |
| 1976 | For fuld udrykning                                  | Mother, Jugs & Speed                   | Jennifer Jurgens a.k.a. "Jugs" |                                                                                   | [ 3 ] |
| 1977 | Krydsede klinger                                    | The Prince and the Pauper              | Lady Edith                     |                                                                                   | [ 3 ] |
| 1977 | Superhelt på timeløn                                | L'animal                               | Jane Gardner                   |                                                                                   | [ 3 ] |
| 1994 | Høj pistolføring 33 1/3: Den ultimative fornærmelse | Naked Gun 33 1/3: The Final Insult     | hende selv                     | ikke krediteret                                                                   | [ 3 ] |
| 1998 | Chairman of the Board                               | Chairman of the Board                  | Grace Kosik                    | Nomineret: Golden Raspberry Award for dårligste kvindelige birolle[kilde mangler] | [ 3 ] |
| 1998 | Folle d'elle                                        | Folle d'elle                           | Jacqueline                     |                                                                                   |       |
| 1999 | Get Bruce                                           | Get Bruce                              | hende selv                     | dokumentarfilm                                                                    |       |
| 2001 | Legally Blonde                                      | Legally Blonde                         | Mrs. Windham Vandermark        |                                                                                   | [ 3 ] |
| 2001 | Tortilla Soup                                       | Tortilla Soup                          | Hortensia                      |                                                                                   | [ 3 ] |
| 2006 | Forget About It                                     | Forget About It                        | Christine DeLee                |                                                                                   |       |
| 2017 | How to Be a Latin Lover                             | How to Be a Latin Lover                | Celeste Birch                  |                                                                                   |       |

### Tv
| År        | Titel                                           | Rolle                   | Noter                                                                                    |
| --------- | ----------------------------------------------- | ----------------------- | ---------------------------------------------------------------------------------------- |
| 1964–1965 | The Hollywood Palace                            | Billboard Girl          | Season one regular                                                                       |
| 1964      | The Virginian                                   | saloonpige              | Episode: "Ryker"                                                                         |
| 1964      | McHale's Navy                                   | Lt. Wilson              | Episode: "McHale, the Desk Commando"                                                     |
| 1964      | Bewitched                                       | Stewardesse             | Episode: "Witch or Wife"                                                                 |
| 1964      | The Rogues                                      | Miss France             | Episode: "Hugger-Mugger, by the Sea"                                                     |
| 1965      | Wendy and Me                                    | Lila Harrison           | Episode: "Wendy Sails in the Sunset"                                                     |
| 1965      | The Baileys of Balboa                           | Beverly                 | Episode: "Sam's Nephew"                                                                  |
| 1970      | Raquel!                                         | hende selv              |                                                                                          |
| 1971      | Rowan & Martin's Laugh-In                       | gæstemedvirkende        | Episode: "#5.1"                                                                          |
| 1974      | Really, Raquel                                  | hende selv              |                                                                                          |
| 1976      | Saturday Night Live                             | vært                    | Episode: "Raquel Welch/Phoebe Snow/John Sebastian"                                       |
| 1978      | The Muppet Show                                 | hende selv              | Episode: "Raquel Welch"                                                                  |
| 1979      | Mork & Mindy                                    | Captain Nirvana         | Episode: "Mork vs. the Necrotons"                                                        |
| 1980      | From Raquel with Love                           | hende selv              |                                                                                          |
| 1982      | The Legend of Walks Far Woman                   | Walks Far Woman         | tv-film                                                                                  |
| 1987      | Right to Die                                    | Emily Bauer             | tv-film Nomineret: Golden Globe for bedste skuespillerinde i en mini-serie eller tv-film |
| 1988      | Scandal in a Small Town                         | Leda Beth Vincent       | Tv-film                                                                                  |
| 1989      | Trouble in Paradise                             | Rachel                  | Tv-film                                                                                  |
| 1993      | Tainted Blood                                   | Elizabeth Hayes         | Tv-film                                                                                  |
| 1993      | Torch Song                                      | Paula Eastman           | Tv-film                                                                                  |
| 1993      | Evening Shade                                   | Cynthia Gibson          | Episode: "Small Town Girl"                                                               |
| 1993      | Hollyrock-a-Bye Baby                            | Shelly Millstone        | stemme                                                                                   |
| 1995      | Lois & Clark: The New Adventures of Superman    | Diana Stride            | Episode: "Top Copy"                                                                      |
| 1995      | Happily Ever After: Fairy Tales for Every Child | La Madrasta             | stemme, episode: "Cinderella"                                                            |
| 1996      | Central Park West                               | Dianna Brock            | fast medvirkende i sæson 2                                                               |
| 1996      | Sabrina the Teenage Witch                       | tante Vesta             | Episode: "Third Aunt from the Sun"                                                       |
| 1997      | Seinfeld                                        | hende selv              | Episode: "The Summer of George"                                                          |
| 1997–2000 | Spin City                                       | Abby Lassiter           | 3 episoder                                                                               |
| 2002      | American Family                                 | tante Dora              | flere afsnit i sæson 1                                                                   |
| 2002      | Jim Brown: All-American                         | hende selv              | dokumentarfilm                                                                           |
| 2004      | 8 Simple Rules                                  | Jackie                  | Episode: "Vanity Unfair"                                                                 |
| 2008      | Welcome to The Captain                          | Charlene Van Ark        | fast medvirkende i serien                                                                |
| 2012      | CSI: Miami                                      | Vina Navarro            | Episode: "Rest in Pieces"                                                                |
| 2013      | House of Versace                                | tante Lucia             | Tv-film                                                                                  |
| 2015      | The Ultimate Legacy                             | Miss Sally May Anderson | Tv-film                                                                                  |
| 2017      | Date My Dad                                     | Rosa                    |                                                                                          |